# 송천역
송천역(Songcheon station, 松川驛)은 대한민국 전라북도 전주시에 있는 철도역이다. 한국철도공사가 관할하는 전라선이 지난다. 1981년 5월에 전라선 전주시 도심철도 이설구간 개통과 동시에 영업을 시작하였다. 주변에 주거지구가 넓게 펼쳐져 있어 통근열차 운행 당시 익산, 군산 방면의 이용객이 다수 있었으나, 통근열차 운행 폐지와 함께 05시 43분(무궁화호 제1531열차), 21시 28분(제1538열차) 이렇게 두 차례의 무궁화호만 정차하게 되면서 이용객 수가 크게 줄었다.
2008년 1월 1일 기준으로 하루 2회의 무궁화호 열차가 정차하였으나, 2008년 12월 1일에 개정된 열차시간표에 의해 모든 여객열차가 정차하지 않게 되었다. 이후 2011년 5월 9일, 국토해양부 고시에 따라 폐지되었다.

## 역사
- 1981년 5월 25일 : 보통역으로 영업 개시
- 1982년 4월 14일 : 현 역사 준공
- 2008년 12월 1일 : 여객취급 중지
- 2010년 10월 28일 : 구역사 및 승강장 철거
- 2011년 5월 9일 : 폐역[1]